# Bocquillonia brachypoda
Bocquillonia brachypoda är en törelväxtart som beskrevs av Henri Ernest Baillon. Bocquillonia brachypoda ingår i släktet Bocquillonia och familjen törelväxter. Inga underarter finns listade i Catalogue of Life.